# Tsetsefluer
Tsetsefluer (Glossinidae) er en familie af fluer som findes i Afrika. De lever af blod og overfører de parasitter (trypanosomer) som giver sovesyge hos mennesker og nagana hos dyr. Der er kun en slægt, Glossina, med omkring 22 arter.

## Udseende
Tsetsefluer er brune eller grå. De er 6-14 mm lange og har en kraftig krop. Vingerne er i hvile krydsede over bagkroppen. Der er nåleformede munddele til at stikke med.

## Levevis
Tsetsefluer findes i træbevokset savanne og i krat og skov. De lever af blod fra mennesker og dyr. Hunnerne lægger ikke sine æg på normal vis. Der dannes og befrugtes i stedet ét æg ad gangen som klækkes inde i hunnen, hvor larven lever af kirtelsekreter. Straks efter fødslen forpupper larven sig, og den voksne tsetseflue kommer frem efter fire uger.